# Луна (міфологія)
Лю́на або Лу́на (лат. Luna — Місяць) — римська богиня Місяця, ототожнювана з грецькою Селеною. Вона також іноді представляється як аспект римської потрійної богині (лат. diva triformis), разом із Діаною та Прозерпіною або Гекатою. Водночас Люна — це не завжди окрема богиня, іноді це радше епіклеса Діани, яка ідентифікуються як богиня Місяця. Марк Туллій Цицерон зазначав: «Діану вважають Люною-Місяцем… Люну-Місяць названо так від lucere (світити), друге ім'я Люцина». На Авентинському пагорбі в Римі Сервій Туллій спорудив храм на честь Люни.

## Люна в мистецтві
У римському мистецтві атрибутами Люни є півмісяць, а також двоярусна колісниця (біга). У Кармен Сакуеларе, виконаній у 17 році до н. е., Горацій називає її «королевою дворогих зірок» (siderum regina bicornis), пропонуючи їй слухати дівчат, які співають, так, як Аполлон слухає хлопців. Марк Теренцій Варрон відносив Люну і Сонце до числа видимих богів, що відрізняються від невидимих богів, таких як Нептун, і обожнюваних смертних, таких як Геракл. Вона була одним із божеств, яких Макробій запропонував у якості опікуна Риму. В Імператорському культі Сонце і Люна можуть представляти масштаби панування Риму над світом, з метою гарантувати мир. Грецьким аналогом Люни була Селена. У римському мистецтві та літературі міфи про Селену адаптовані під іменем Люни. Наприклад, міф про Ендіміона був популярним предметом римського настінного живопису.

## Юнона як богиня місяця
Календи (Календар римлян) (1-й день кожного місяця), коли згідно з місячним календарем був період молодого місяця, були священними для Юнони, як і всі Іди (Тринадцятий або 15-й день місяця) для Юпітера. На Нони (дні першої чверті місяця (від порядкового числівника nonus — дев'ятий, 9-й день перед ідами) вшановували її як Юнону Ковеллу, Юнону півмісяця.

## Культ Люни

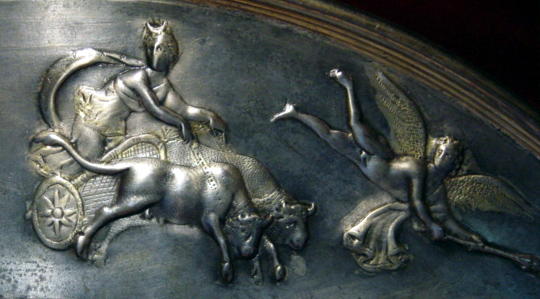
Запряжена волами біга Люни на тарілці Парабіго. 2-5ст. н.е)

Варрон перераховує Люну серед дванадцяти божеств, життєво важливих для сільського господарства, як і Вергілій в іншому списку, у якому він називає Люну і Сонце clarissima mundi, найясніші джерела світла в світі. Варро також зазначає Люну серед двадцяти головних богів Риму.
Римляни культивували Люну. Тит Тацій повинен був запозичити культ Люни до Риму із Сабін, проте створення її храму на пагорбі Авентін, трохи нижче храму Діани, приписують Сервію Тулію. Річниця заснування храму відзначалася щорічно 31 березня. Імовірно, що храм було зруйновано Великим Римським вогнем під час правління Нерона.

## Колісниця Люни

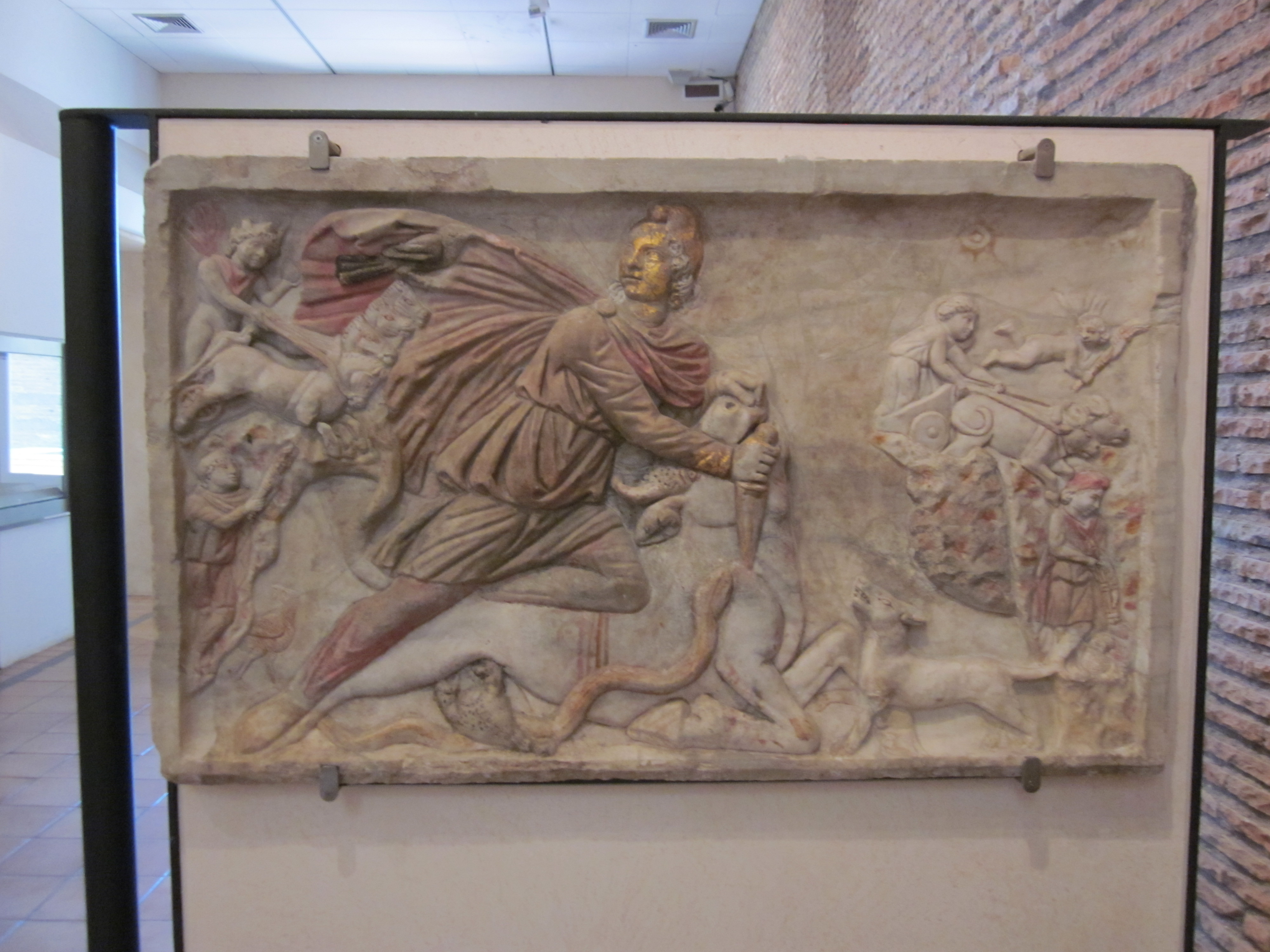
Мітра

У римському мистецтві Люна часто зображена із Сонцем, де вони керують колісницею, у яку запряжені чотири коні. Ця колісниця називається квадрига. Ісидор Севільський пояснює, що квадрига представляє хід сонця протягом чотирьох пір року, тоді як біга представляє Місяць.